# Goh Liu Ying
Goh Liu Ying, född den 30 maj 1989 i Alor Gajah, är en malaysisk badmintonspelare.
Hon tog OS-silver i mixeddubbel i samband med de olympiska badmintonturneringarna 2016 i Rio de Janeiro..